# EBM (hudba)
Electronic body music (zkráceně EBM) je hudební žánr, který absorboval do sebe elementy industrialu a elektropunku a elektronické taneční hudby. Poprvé se styl ukázal v Belgii. Jeho vývoj probíhal v osmdesátých letech 20. století.
Mezi inovátory tohoto žánru patří hudebníci industrialu (Throbbing Gristle, Cabaret Voltaire), evropského synthpunku (DAF, Portion Control, Liasons Dangereuses) a popově-orientované elektronické hudby (Kraftwerk). V Česku byla pionýrem tohoto stylu neslavně proslulá formace Vanessa vedená excentrickým Samirem Hauserem.

## Umělci
Mezi EBM umělce mimo jiné patří:
- Abortive Gasp (Německo)
- A Split-Second (Belgie)
- Aircrash Bureau (Německo)
- And One (Německo)
- Armageddon Dildos (Německo)
- Bigod 20 (Německo)
- DAF (Německo)
- DRP (Japonsko)
- Electro Assassin (Spojené království)
- Fatal Morgana (Belgie)
- Force Dimension (Nizozemsko)
- Front 242 (Belgie)
- Front Line Assembly (Kanada) [1987-1989]
- Insekt (Belgie)
- Inside Treatment (Švédsko)
- The Invincible Spirit (Německo)
- Ionic Vision (Belgie)
- The Klinik (Belgie)
- Kode IV (Belgie)
- Nitzer Ebb (Spojené království)
- Orange Sector (Německo)
- Paranoid (Německo)
- Pouppée Fabrikk (Švédsko)
- Proceed (Německo)
- Scapa Flow (Švédsko)
- Shift (Belgie)
- Signal Aout 42 (Belgie)
- Skinny Puppy (Kanada)
- Spetsnaz (Švédsko)
- Stevie Brufen (Česko)
- Sturm Café (Švédsko)
- Tommi Stumpff (Německo)
- Tyske Ludder (Germany)
- Typis Belgis (Belgie)
- Vanessa (Česko)
- Vomito Negro (Belgie)
- Discrimination (Česko)
- Project Jara-J (Česko)